# Orso Orsini
Pour les articles homonymes, voir Orso.
Orso Orsini est un  cardinal  de l'Église catholique.

## Biographie
Le pape Benoît IX le créé cardinal vers 1035. Il est archiprêtrede de la basilique Saint-Pierre.